# Macina (Kreis)

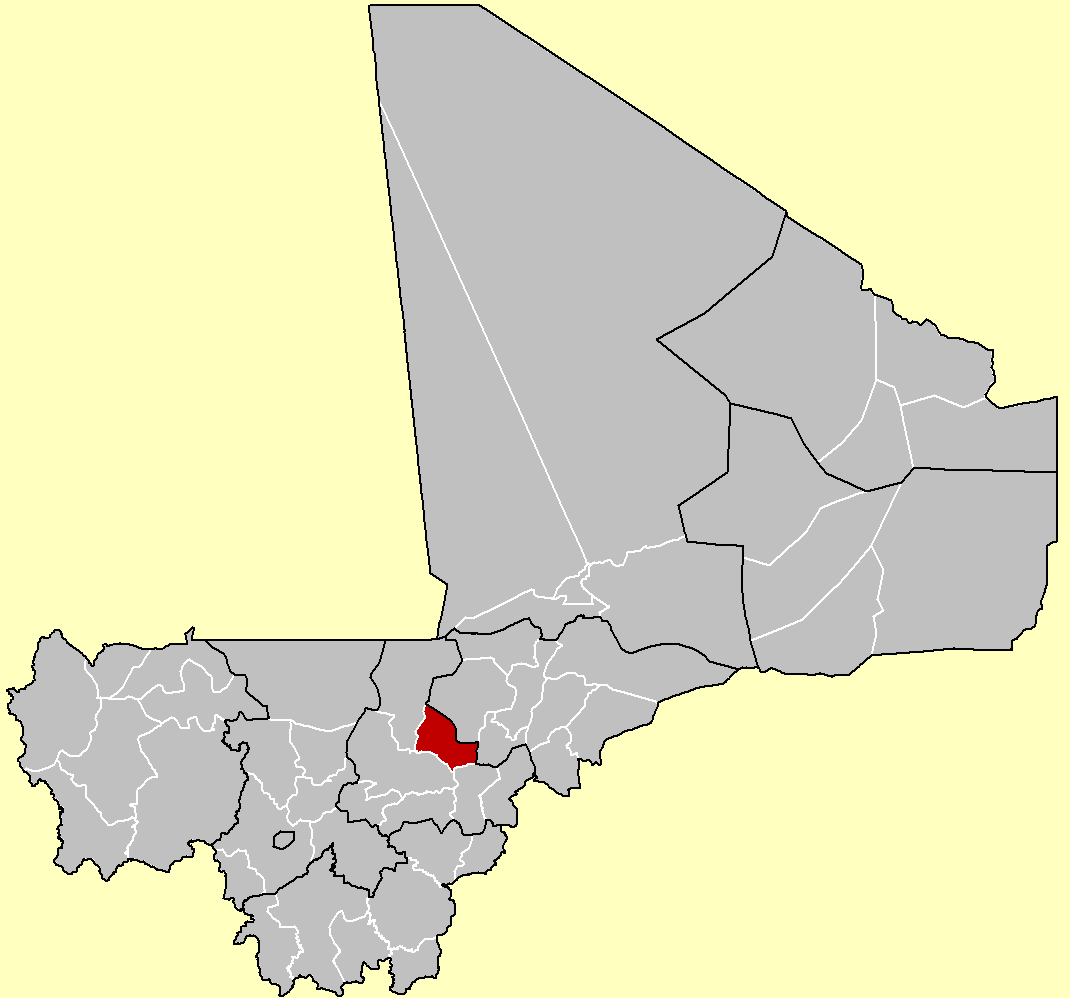
Kreis Macina

Macina ist der Name eines Kreises (franz. cercle de Macina) in der Region Ségou in Mali.
Der Kreis teilt sich in 11 Gemeinden, die Einwohnerzahl betrug beim Zensus 2009 237.477 Einwohner. (Zensus 2009)
Gemeinden: Macina (Hauptort), Boky Were, Folomana, Kokry, Kolongo, Matomo, Nonimpebougou, Saloba, Sana, Souleye, Tongue. 